# Sinton
Sinton je del molekule, ki sam po sebi v takšni obliki ne obstaja, a ga lahko z možno sintezno reakcijo uvedemo v strukturo. Prepoznavanje sintonov v molekuli je pomemben vidik načrtovanja sinteze dotične molekule; v postopku tako imenovane retrogradne analize teoretično preučimo molekule glede na gradnike - sintone, ki jih lahko s kemičnimi reakcijami »vstavimo« v strukturo. Namen vsake sinteze je izbrati reakcije, ki omogočajo enostavno, cenovno ugodno in uspešno sintezo končne molekule.
Izraz je skoval E.J. Corey. 

## Primeri
Primeri sintonov in ustreznih reagentov, s katerimi jih s kemično reakcijo uvedemo v molekulo:
- C1-sintoni (gradnik molekule z enim ogljikovim atomom) - ogljikov dioksid, ogljikov monoksid, cianid
- C2-sintoni - acetilen, acetaldehid
- sinton -C2H4OH - etilen oksid
- karbokationijevi sintoni - alkil halogenidi